# ریچارد نویل، پنجمین ارل سالزبری
ریچارد نویل، پنجمین ارل سالزبری (انگلیسی: Richard Neville, 5th Earl of Salisbury؛ ۱۴۰۰ – ۳۱ دسامبر ۱۴۶۰ (age ۶۰)) شوالیهٔ دارای نشان بند جوراب و عضو شورای خصوصی بریتانیا و همچنین یک قاضی اهل پادشاهی انگلستان بود. وی همچنین هفتمین و چهارمین بارون از مونته‌کیوت از ۱۴۰۰ تا ۳۱ دسامبر ۱۴۶۰ بود، ریچارد یکی از رهبران خاندان یورک در دوران آغازین جنگ رزها بود.

## پیش‌زمینه
ریچارد نویل در سال ۱۴۰۰ و در قلعه ربی کانتی دورام متولد شد، اگر چه او سومین پسر از ۱۰ فرزند رالف دی نویل نخستین ارل وست‌مورلند بود اما نخستین فرزند متولد شدهٔ رالف از دومین همسرش موسوم به ژان بیفورت، کنتس وست‌مورلند بود.